# المسرح الأثري بولاريجيا
 المسرح الأثري بولاريجيا  هو معلم أثري تونسي مصنف من قبل المعهد الوطني للتراث يقع في  ولاية جندوبة في الشمال الغربي التونسي، تحديدا في مدينة  بولاريجيا تم تصنيف المعلم في يوم 1 مارس 1905.